# Антропозооморфна псеудофибула из Врбаса
Антропозооморфна псеудофибула из Врбаса је копча која је пронађена приликом археолошког ископавања на подручју Врбаса. Налази се, поред других симбола, на грбу града Врбаса.
Данас се чува у Музеју Војводине у Новом Саду. Реплика псеудофибуле се налази у сталној поставци у Градском музеју у Врбасу.

## Назив
У називу Антропозооморфна псеудофибула, реч антропо значи да се на крајевима копче назире људска глава, зооморфна означава облик тела животиње, на другој страни. Псеудо у називу означава недостатак игле. На наличју фибуле се, међутим, назиру трагови шмирглања. Уз перфорације на предмету, долази се до закључка да је промењена првобитна намена фибуле, односно, да је преправљена тако да се пришивала.

## Археолошки локалитет
Пронађена на локалитету Циглана „Полет” у Врбасу. То је аварско — словенска некропола из периода од 7. до почетка 9. века.
Налази се на ивици Телечке висоравни, недалеко од леве обале Великог бачког канала, некадашњег водотока Црна бара. Од 1956. до 1960. године истражено је 158 гробова, а претпоставља се да их је било око 200. Јужни део некрополе, са старијим гробовима, ископан је без контроле археолога. У једном од тих гробова нађена је и псеудофибула. Једини податак о њеном налазу јесте да је била положена водоравно на груди скелета.

## Изглед
Антропозооморфна псеудофибула из Врбаса је израђена од бронзе. Дужина фибуле је 11,7 cm. Преломљена је на два дела. Троугласта глава фибуле има облик људске фигуре до струка. На њој недостају траке које су је спајале са стопом помоћу две стилизоване главе животиња. Очи фигуре приказане су са две урезане тачке. Нога фибуле, са очуваним тракама, овалног је облика и завршава се стилизованом главом животиње са очима у виду два отвора. Истурени завршеци ноге могу да се протумаче као стилизоване представе коњских или птичјих глава. Лук је кратак и неукрашен. На задњој страни фибуле нема остатака система за закопчавање, а уочавају се трагови обраде налик шмирглању.
Сматра се да је ова пронађена фибула први материјални траг Словена на подручју Врбаса.

## Историјски значај
Фибуле представљају материјал који пружа драгоцене податке о кретањима народа у периоду раног средњег века.
Фибула, са маском на нози, пре свега, била је део ношње жене, у коме се огледао социјални идентитет њеног супруга. Богато орнаментисане фибуле приписују се друшвеном положају који повезује са сликом моћи. Њихове локалне репродукције обележавле су нижи статус, а варијанте без специјалне орнаментике означавале су групни идентитет. Према наведеном, псеудофибула би могла да указује на то какав је положај у друштву.
Целокупан археолошки материјал са локалитета Циглана „Полет” показује да се не ради о богатом становништву, већ пре о избеглицама. У овом случају, фибула се може прихватити као обележје нижег статуса или групног идентитета.
Појава словенских фибула на подручју средњег и доњег Дунава, уобичајено се тумачи миграцијама Словена. Од налаза са некропола, за Аваре су карактеристични појасеви, делови оружја и коњска опрема, док се за Словене везују фибуле. Појава словенских предмета на аварској некрополи се може тумачити сеобама и насилним пресељењима, као и брачним везама и појединачним примањем у кланску организацију. Сматра се да фибуле не треба третирати искључиво као доказ кретања Словена, већ као статусни симбол и индикатор успостављања контаката између појединаца који су имали одређену врсту моћи обележену фибулом.